# Sabina Ćudić

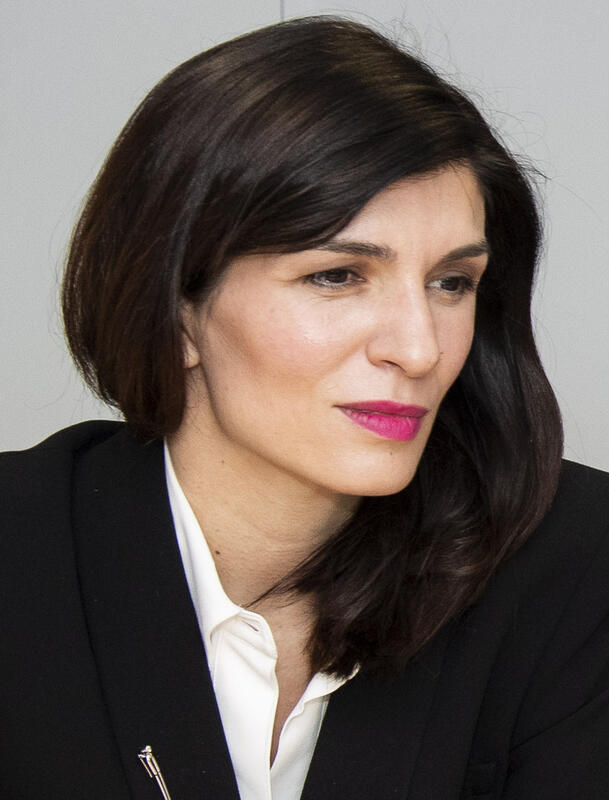
Sabina Ćudić (2024)

Sabina Ćudić (* 1982 in Sarajevo, Jugoslawien) ist eine bosnische Politikerin. Sie ist Vizepräsidentin der sozial-liberalen politischen Partei Naša stranka, und ein Mitglied des Parlaments der Föderation von Bosnien und Herzegowina. 2012 war sie Bürgermeisterkandidatin in der Gemeinde Novo Sarajevo.
Seit dem 2. März 2023 sie Mitglied der Parlamentarischen Versammlung des Europarates.